# Equestria Daily
Equestria Daily (souvent raccourci en EqD) est un fansite consacré à la série animée My Little Pony : Les amies, c'est magique.

## Histoire
Le site a été créé à l'origine par Shaun Scotellaro, un étudiant de 23 ans vivant en Arizona aux États-Unis, dans le but de réunir les fanfictions (récits de fiction plus ou moins longues rédigés par des fans d'un univers — tels qu'un film, un livre ou une série TV — préexistant) ainsi que les informations ayant pour thème le dessin animé My Little Pony : Les amies, c'est magique. Sur Equestria Daily et sur Internet en général, Shaun Scottelaro utilise le pseudo "Sethisto", ou plus simplement "Seth". Bien que Scotellaro soit l'administrateur du site, il travaille également avec deux autres rédacteurs, "Cereal Velocity" et "Phoe", ainsi qu'avec un interviewer et organisateur de la chaîne YouTube associée, "Tekaramity".
Après l'exclusion temporaire de tout contenu relatif à l'univers de My Little Pony de l'imageboard 4chan, le site est très rapidement devenu populaire dans la  sous-culture « brony » : en juin 2011, EqD a ainsi enregistré de 175 000 à 300 000 pages visualisées par jour,.
L'équipe de production de la série, ainsi que le réseau qui la diffuse, The Hub, ont reconnu l'existence du fansite et ont depuis envoyé occasionnellement des matériaux officiels, parmi lesquels le plus notable est une version longue de la chanson Equestria Girls, une parodie de la chanson California Gurls de Katy Perry. Equestria Daily a également permis de garder la communauté active — principalement via la collection massive de fanfictions — pendant l'attente de la seconde saison de la série, tel qu'une féministe l'a affirmée.
Scotellaro a trouvé l'inspiration pour Equestria Daily non seulement dans la sous-culture « brony », mais également dans d'autres sites web tels que Joystiq ou Kotaku, ayant mentionné qu'il « a toujours voulu en rejoindre un ou en créer un [par lui-même] ».
En décembre 2011, le site a atteint les 100 millions de pages visualisées depuis sa création en janvier de la même année. En juin 2012, le nombre de pages visitées a atteint les 200 millions, prouvant l'évolution et l'activité de la communauté Brony.
En 2018, la Bibliothèque du Congrès américain archive le site Internet, reconnaissant définitivement son influence sur la culture populaire de l'Internet américain.